# Gonzalo de Bracamonte
Gonzalo de Bracamonte González y Dávila (probablemente nacido en Ávila, 1528 - f.1580) fue un militar español, llegando a ser maestre de Campo de los Tercios españoles durante la segunda mitad del siglo XVI.
Fue capitán del Tercio Viejo de Sicilia (antes de 1567), maestre de Campo del Tercio Viejo de Cerdeña (1567-68), y maestre de Campo del Tercio de Flandes (1568-74), participando en las campañas del Mediterráneo contra los otomanos y, más tarde, en las primeras batallas de la Guerra de los Ochenta Años.
Fue comendador de Criptana (Ciudad Real), territorio controlado por el Rey desde 1523, pero gestionado por la Orden de Santiago, de la que fue caballero (expediente iniciado en 1563).

## Orígenes y Familia
El apellido Bracamonte es de origen francés, específicamente normando (castellanización de Bracquemont), linaje fundando en España por el Almirante mayor de Francia Mosén Rubí de Bracamonte y Hannecourt (c. 1355 - 1419 en Mocejón, Toledo) nombre castellanizado (original: Robert o Robin de Bracquemont et Hannecourt), que fue enviado por el rey Carlos VI de Francia en auxilio del Infante don Enrique (luego, Rey Enrique II de Castilla) en la guerra que sostuvo con su hermano Pedro I el Cruel. Como pariente de Jean de Bethencourt, unas décadas después, también fue una de las personas que facilitó la campaña para la Conquista de las Islas Canarias, aportando medios económicos y derechos de conquista por parte del rey Enrique III de Castilla. Este caballero francés fue el fundador de varios linajes con su apellido: Uno de ellos desemboca en otro personaje llamado igualmente Mosén Rubí de Bracamonte (tataranieto del anterior, y V Señor de Fuente de Sol), que casó con María Dávila Valderrábano (V Señora de Cespedosa, hija de Francisco González Dávila Muñopepe, y de Francisca de Barrientos). Ambos eran los padres de Gonzalo de Bracamonte.
Gonzalo de Bracamonte tuvo varios hermanos y hermanas:
- Diego de Bracamonte González Dávila (Ávila, s. t. s. XVI – 17/02/1592), VI Señor de Cespedosa, primogénito heredero del Maestrazgo, y que fue ejecutado en 1592 acusado de traición, incitando a la revuelta y contra el pago de impuestos para contribuir los gastos militares de Felipe II.
- D. Francisco de Guzmán y Bentura de Bracamonte, clérigo y canónigo de Sevilla, apodado “el padre de los pobres”.
- D. Juan de Bracamonte, Caballero de San Juan.
- D. Pedro González de Mendoza y Bracamonte (c. 1522) capitán de los Tercios que acompañó a su hermano Gonzalo en Flandes.
- Ventura de Bracamonte (c. 1523 - 1571), clérigo y canónigo en Ávila.
- Antonio de Bracamonte (c. 1525), religioso Dominico.
- Luis de Guzmán y Bracamonte (c. 1526)
- Isabel de Bracamonte González Dávila (c. 1528), religiosa.
- Francisca de Bracamonte González Dávila (c. 1529), probablemente religiosa.

## Matrimonio y Descendencia
Gonzalo de Bracamonte y Dávila casó con Teresa Valderrábano Dávila (V señora de Naharros y de la Puebla, hija de Rodrigo Valderrábano Dávila, y María Dávila y Calatayud).
Se le conocen un hijo y dos hijas:
- Rodrigo de Valderrábano y Dávila (VI señor de Naharros y de la Puebla), que casó con Juana Pacheco Girón (señora de Santa Catalina de Berja Muñoz, Hija de Gaspar Girón, y Leonor de Ayala).
- Antonia Dávila.
- María Dávila Bracamonte, que casó con Fadrique de Vargas y Manrique de Valencia (I marqués de San Vicente del Barco),

## Campañas en el Mediterráneo
Se desconocen datos sobre sus primeros años, aún se supone que se enrola en los Tercios a temprana edad. Se sabe que ya en 1560 era capitán y comandaba una compañía en el Tercio Viejo de Sicilia del maestre de Campo Juan de Barahona, participando en varias campañas en el Mediterráneo en contra de los otomanos y berberiscos, en particular en la desastrosa batalla de Los Gelves (1560) en la isla tunecina de Djerba, donde el Tercio fue diezmado y su maestre de Campo muerto, o en la conquista del Peñón de Vélez de La Gomera en 1564, soberanía española que se mantiene hasta hoy en día.

## Reorganización del Tercio viejo de Cerdeña
Tras la toma del Peñón de Vélez de La Gomera en 1564 y por voluntad de Felipe II, Gonzalo de Bracamonte se le nombra maestre de Campo del Tercio Viejo de Cerdeña (creado entre 1534 y 1536 por el emperador Carlos V un tiempo después que los otros tres Tercios Viejos) y lo reorganiza, formándose con veteranos experimentados mayoritariamente españoles procedentes de las plazas fuertes sardas de Cagliari, Sácer, Alguer y Castillo Aragonés.
El nuevo Tercio tuvo su base en Cagliari y Tempio Pausania. Rápidamente son enviados a Córcega en ayuda del capitán Lorenzo Juárez de Figueroa y sus 1.500 lombardos que intentaban sofocar una rebelión en Córcega contra los aliados genoveses de España, rebelión comandada por Sampiero Corso. No obstante, viendo la posibilidad de que los otomanos atacasen las posiciones españolas y de sus aliados en el Mediterráneo oriental, el Tercio de Bracamonte con 1.200 españoles se traslada al socorro de Malta (mayo de 1565) para unirse al resto de fuerzas (unos 9.000 soldados).
En este momento el Tercio Viejo de Cerdeña estaba compuesto por 4 compañías que venían de Córcega al mando de los capitanes Lope de Figueroa (162 infantes), Juan Osorio de Ulloa (147 infantes), Isidro Pacheco (141 infantes) y Pedro González de Mendoza y Bracamonte, hermano del don Gonzalo (165 infantes). A este contingente se le sumarían otras nueve compañías venidas de España al mando de los capitanes Pedro Ramírez de Arellano, Pedro de Cabrero, Juan de Alagón, Rui Franco de Buitrón, Toribio Zimbrón, Juan Maldonado, Carrillo de Melo, Francisco Hernández de Ávila, y Diego de Mendoza, que traían un total de 1.840 hombres. Tres compañías más se unieron desde Mesina, la de Baltasar Osorio de Angulo, Marcos de Toledo y Beltrán de la Peña, aportando otros 500 soldados más. De esta manera Gonzalo de Bracamonte contaba con un total de algo más de 3.100 hombres encuadrados en 16 banderas o compañías. 
Acompañan al Tercio Viejo de Cerdeña el Tercio Viejo de Lombardía (de Sancho de Londoño), el Tercio Viejo de Nápoles (de Álvaro de Sande) y el resto del Tercio Viejo de Sicilia que no se encontraba ya defendiendo Malta.
Embarcados en la flota de García de Toledo, Bracamonte y su Tercio llegan a Malta en septiembre de 1565. Una vez en Malta, tras varios intentos el Tercio de Bracamonte y resto de tropas logran desembarcar el 07/09/1565 en el norte de la isla, obligando a unos otomanos exhaustos del asedio a abandonar la isla unos días después.
Don Gonzalo de Bracamonte vuelve con su Tercio en las galeras del duque de Florencia (Cosme I de Médici). El Tercio pasará el resto del año en Cerdeña, hasta el siguiente año (1566) donde 10 de sus compañías volverían a Malta junto a otras unidades de los Tercios. El resto de compañías se integrarían en los Tercios viejos de Lombardía y de Nápoles, lo que hizo pensar en la futura disolución del Tercio.

## Flandes y la Disolución del Tercio de Cerdeña
No obstante, las revueltas de Flandes en 1566 hacen que el Tercio de Bracamonte, junto con las unidades españolas estacionadas en Malta y La Goleta, vayan a Sicilia para posteriormente dirigirse a Nápoles y Lombardía y, finalmente a Milán, desde donde a través del recién inaugurado Camino Español se trasladan a Flandes en sólo 56 días (1567).
En este momento, el Tercio de Bracamonte estaba formado por 10 compañías mixtas de infantería de piqueros y arcabuceros con algo más de 1.700 soldados.
Llegado a Flandes, el Tercio se despliega en la zona de Enghien, a unos escasos 40 km de Bruselas, donde estuvo acuartelado hasta el año siguiente (1568).
Durante la invasión de Frisia en mayo de 1568 por parte de los rebeldes neerlandeses, Gonzalo de Bracamonte recibe la orden de juntar todas sus fuerzas y dirigirse a Boxmeer (Brabante septentrional) a unos 30 km al sur de Nimega, tomando la ciudad de Grave que los rebeldes abandonaron. A continuación, el Tercio de Bracamonte se une a las fuerzas imperiales de Juan de Ligne (conde de Arenberg) atacando las posiciones rebeldes de Appingedam, al este de Groninga, obligando a los rebeldes a replegarse hasta la abadía de Heiligerlee (actualmente Oldambt), un lugar excelente para la defensa.
Aún las órdenes del Juan de Ligne (conde de Arenberg) era la de esperar los refuerzos imperiales de Charles de Brimeu (conde de Meghem), Gonzalo de Bracamonte desobedeció la orden y se abalanzó sobre las posiciones rebeldes. Juan de Ligne (conde de Arenberg) les siguió con las unidades alemanas. El 23 de mayo de 1568, la batalla de Heiligerlee se salda con la victoria de los rebeldes. La derrota imperial fue total, muriendo el conde de Arenberg en la batalla. Sólo el Tercio de Bracamonte pierde entre 400 y 500 soldados (25% de total), incluyendo algunos que se rindieron y fueron masacrados. Además, en la huida del Tercio, los soldados fueron acosados y asesinados a sangre fría por los habitantes de la zona. Finalmente, unos 1.000 españoles del Tercio de Bracamonte salvaron la vida y refugiarse en Groninga junto con algunos soldados imperiales alemanes. Los rebeldes sitian la ciudad esperando que la población se subleve contra los españoles, levantamiento que nunca ocurrió. La ciudad rompe el asedio cuando el Duque de Alba se acerca y los hombres de Bracamonte salen a su encuentro (14/07/1568), retirándose los rebeldes hacia Frisia Oriental. Esta batalla fue el inicio oficial de la Guerra de los Ochenta Años y la única batalla a campo abierto que los Tercios perdieron hasta la fecha.
Una los restos del Tercio de Bracamonte se une a las fuerzas del Duque de Alba, persiguen a los rebeldes hasta destruir totalmente su ejército en la batalla de Jemmingen (21/07/1568). Como consecuencia, los imperiales reconquistan la zona, pasando por Heiligerlee, cuando los supervivientes del Tercio viejo de Cerdeña se vengaron sobre la población local, quemando aldeas y matando a algunos de sus pobladores. Los capitanes no movieron un solo dedo para frenar la venganza. Estos hechos, junto a la humillante derrota en Heiligerlee unos meses antes hicieron que el Tercio fuera disuelto en 1568 por orden del Duque de Alba, por aquel entonces Gobernador de Flandes y comandante de las fuerzas de la Monarquía en aquellos lares.
Tras la rápida ejecución de los cabecillas, la degradación del maestre de Campo y sus capitanes, en una ceremonia oficial las banderas del Tercio fueron quemadas, sus astas partidas, los capitanes cortaron sus bandas de capitán y los sargentos sus partesanas o alabardas. Ese día el Tercio Viejo de Cerdeña fue aniquilado y su historia quedó maldita para siempre. Lo mismo le ocurrió al Tercio gemelo de Cerdeña, al tener el mismo nombre y ser complemento de aquel. Ambas unidades fueron reformadas, es decir, sus efectivos fueron destinados a otros Tercios.
No obstante, tanto el maestre de Campo don Gonzalo de Bracamonte como su hermano Pedro González de Mendoza o el alférez Juan del Águila y Arellano son absueltos y considerados no culpables de las matanzas, quedando a disposición del Duque de Alba. El resto de oficiales quedan condenados al deshonor de por vida.

## Tercio de Flandes y Regreso a España
A Gonzalo de Bracamonte se le asignó el cargo de maestre de Campo del recién creado Tercio de infantería de los Estados de Flandes, o sencillamente llamado Tercio de Flandes, formando por algunos de sus excompañeros exculpados, soldados del gemelo de Cerdeña y otros (1568). Su hermano Pedro González de Mendoza y Bracamonte pasa al Tercio Viejo de Sicilia como capitán de una compañía.
El Tercio se forma en España con unos 2500 efectivos, incluyendo a Fabrique, primogénito del Duque de Alba, y es destinado en 1568 a Flandes al ejército imperial para enfrentarse a una nueva amenaza rebelde, esta vez desde Alemania, que se saldará con la retirada protestante a Alemania y Francia unos meses después. En esta campaña participa en la batalla de Jodoigne o Acción del río Gete (1568).
Más adelante Bracamonte participará como maestre de Campo del Tercio de Flandes en el Asedio de Mons o de Bergen (1572), en el asedio y toma de Haarlem (1572-1573), en el asedio de Alkmaar (1573), o en la batalla de Zuiderzee (1573), el asedio de Leiden (1573-74) ocupando La Haya, Vlaardingen, y tomando por asalto y saqueando el fuerte de Maeslandsluys (actual Maassluis), un mes antes, todas ellas bajo el mando del Duque de Alba, don Fernando Álvarez de Toledo.
Para la campaña de 1574 con Luis de Requesens como gobernador de los Países Bajos, tomarán parte en el socorro a la plaza de Middelburg, la cual, ante la imposibilidad de ser socorrida, finalmente tuvo que ser entregada a los rebeldes. Tomará parte en las operaciones militares para contrarrestar la invasión desde Alemania de un ejército de mercenarios al mando de Luis de Nassau, que pretendía levantar el bloqueo a Leiden. En abril derrotarán al ejército de Luis de Nassau en la batalla de Mook (14/04/1574).
Después de la batalla de Mook, oportunidad excelente para reprimir definitivamente a los rebeldes que se quedaron sin defensa alguna, los Tercios participantes se amotinaron por falta de la paga (pues habían pactado cobrar después de la lucha). Como consecuencia, el Tercio de Flandes se disuelve y es reformado en julio de 1574.
Se supone que el maestre de Campo don Gonzalo de Bracamonte vuelve a España donde se dedica a sus encomiendas en el Campo de Criptana.
Don Gonzalo de Bracamonte fallece en 1580 con 52 años de edad.